# Iowa Film Critics Association Awards 2016
14. ročník předávání cen asociace Iowa Film Critics Association se konal dne 10. ledna 2017.

## Vítězové a nominovaní
Tučně jsou označeni vítězové.

### Nejlepší film
- La La Land
- Moonlight
- Místo u moře

### Nejlepší režisér
- Damien Chazelle – La La Land
- Barry Jenkins – Moonlight
- Kenneth Lonegran – Místo u moře

### Nejlepší herec v hlavní roli
- Casey Affleck – Místo u moře
- Ryan Gosling – La La Land
- Denzel Washington – Ploty

### Nejlepší herečka v hlavní roli
- Amy Adams – Příchozí
- Natalie Portman – Jackie
- Emma Stoneová – La La Land

### Nejlepší herec ve vedlejší roli
- Mahershala Ali – Moonlight
- Jeff Bridges – Za každou cenu
- Lucas Hedges – Místo u moře

### Nejlepší herečka ve vedlejší roli
- Viola Davis – Ploty
- Greta Gerwig – Ženy 20. století
- Michelle Williamsová – Místo u moře

### Nejlepší dokument
- O.J.: Made in America
- 13th
- Weiner

### Nejlepší animovaný film
- Kubo a kouzelný meč
- Zootropolis: Město zvířat
- Odvážná Vaiana: Legenda o konci světa

### Nejlepší původní hudba
- Justin Hurwitz – La La Land
- Mica Levi – Jackie
- Nicholas Britell – Moonlight

### Nejlepší film s premiérou v Iowě
- Paterson